# Liberdade
Liberdade er et berømt distrikt São Paulo, Brasilien. Det er det største japanske samfund udenfor Japan.
23°34′04″S 46°37′46″V / 23.56778°S 46.62944°V